# لیگ برتر فوتبال آلمان شرقی ۵۳–۱۹۵۲
لیگ برتر فوتبال آلمان شرقی ۵۳-۱۹۵۲ چهارمین دوره لیگ برتر فوتبال آلمان شرقی بود.
در این دوره باشگاه فوتبال دینامو درسدن با ۳۸ امتیاز قهرمان شد.

## جدول مسابقات
| رتبه | تیم                            | بازی | برد | مساوی | باخت | زده | خورده | تفاضل | امتیاز |
| ۱    | باشگاه فوتبال دینامو درسدن     | ۳۲   | ۱۵  | ۸     | ۹    | ۵۱  | ۳۳    | +۱۸   | ۳۸     |
| ۲    | باشگاه فوتبال ارتسگبیرگ آئو    | ۳۲   | ۱۶  | ۶     | ۱۰   | ۵۷  | ۴۸    | +۹    | ۳۸     |
| ۳    | باشگاه فوتبال تسویکاو          | ۳۲   | ۱۶  | ۵     | ۱۱   | ۵۴  | ۴۳    | +۱۱   | ۳۷     |
| ۴    | باشگاه فوتبال درسدنر           | ۳۲   | ۱۵  | ۶     | ۱۱   | ۶۵  | ۵۵    | +۱۰   | ۳۶     |
| 5    | BSG Stahl Thale                | ۳۲   | ۱۴  | ۸     | ۱۰   | ۴۵  | ۴۷    | -۲    | ۳۶     |
| 6    | Motor Dessau                   | ۳۲   | ۱۵  | ۵     | ۱۲   | ۶۶  | ۵۵    | +۱۱   | ۳۵     |
| ۷    | باشگاه فوتبال قوت-وایس ارفوت   | ۳۲   | ۱۴  | ۶     | ۱۲   | ۵۱  | ۴۴    | +۷    | ۳۴     |
| ۸    | باشگاه فوتبال زاکسن لایپزیگ    | ۳۲   | ۱۴  | ۶     | ۱۲   | ۵۵  | ۵۱    | +۴    | ۳۴     |
| 9    | BSG Aktivist Brieske-Ost       | ۳۲   | ۱۳  | ۸     | ۱۱   | ۵۵  | ۵۲    | +۳    | ۳۴     |
| ۱۰   | باشگاه فوتبال هانزا روستوک     | ۳۲   | ۱۳  | ۷     | ۱۲   | ۵۸  | ۶۱    | -۳    | ۳۳     |
| ۱۱   | باشگاه فوتبال لوک اشتندل       | ۳۲   | ۱۳  | ۶     | ۱۳   | ۵۶  | ۵۴    | +۲    | ۳۲     |
| ۱۲   | باشگاه فوتبال فورتونا بابلسبرگ | ۳۲   | ۱۳  | ۶     | ۱۳   | ۵۸  | ۵۹    | -۱    | ۳۲-    |
| ۱۳   | باشگاه فوتبال هالشر            | ۳۲   | ۱۲  | ۷     | ۱۳   | ۵۱  | ۴۴    | +۷    | ۳۱     |
| ۱۴   | باشگاه فوتبال اف‌سی فرانکفورت   | ۳۲   | ۱۲  | ۶     | ۱۴   | ۴۹  | ۵۶    | -۷    | ۳۰     |
| ۱۵   | باشگاه فوتبال یونیون برلین     | ۳۲   | ۱۲  | ۳     | ۱۷   | ۴۷  | ۵۰    | -۳    | ۲۷     |
| ۱۶   | باشگاه فوتبال کارل زایس ینا    | ۳۲   | ۹   | ۴     | ۱۹   | ۳۵  | ۶۲    | -۲۷   | ۲۲     |
| 17   | BSG Wismut Gera                | ۳۲   | ۵   | ۵     | ۲۲   | ۳۲  | ۷۱    | -۳۹   | ۱۵     |